# Venard de Cerisy
Venard de Cerisy (né le 18 juillet 2009) est un cheval hongre Selle français de robe baie, monté en saut d'obstacles par le cavalier suisse Steve Guerdat avec qui il participe à la Coupe des nations de saut d'obstacles 2019, puis aux Jeux olympiques de Tokyo en 2021.

## Histoire
Venard de Cerisy naît le 18 juillet 2009, à l'élevage de Laurent et Gabrielle Vincent, à Cerisy-la-Forêt dans le département de la Manche, en Normandie.
Il est monté par le cavalier suisse Steve Guerdat, qui l'amène au niveau des concours 5*. Le couple remporte le CSI5* en extérieur de l'Hubside Jumping, à Port Grimaud, en mai 2021, après un barrage victorieux. En juillet 2021, il prend la seconde place du CSI5* de Windsor.
Il atteint un indice de saut d'obstacles (ISO) de 176 en 2019.

### Participation aux Jeux olympiques de Tokyo 2020
Le couple est sélectionné pour les Jeux olympiques d'été de 2020, organisés en août 2021 à Tokyo. Guerdat et sa monture sont éliminés pendant les phases de qualifications en individuel, après une faute sur le cinquième obstacle du parcours. Le couple participe avec l'équipe Suisse au  concours par équipe, et réalise une faute, ce qui ajoutée aux fautes de ses coéquipiers, ne parvient pas permettre à l'équipe suisse de CSO de se qualifier au barrage par équipes.

## Description
Venard de Cerisy est un hongre de robe baie, inscrit au stud-book du Selle français. Il mesure 1,75 m au moment de sa castration, à l'âge de deux ans.

## Palmarès
Palmarès avec Steve Guerdat : 
- 2018 :
  - 4e d'une épreuve 150cm du CSI-5* de Bâle
  - Vainqueur d'une épreuve 145cm du CSI-3* de Dettighofen - Albfuehren
  - 2e d'une épreuve 150cm du CSI-3* de Dinard
  - Vainqueur d'une épreuve 150cm du CSI-3* de Donaueschingen
  - Vainqueur d'une épreuve 145cm du CSI-5* d'Helsinki
  - Vainqueur d'une épreuve 155cm du CSI-5* de Stuttgart
- 2019 : 
  - Vainqueur du Grand Prix du CSIO-5* de St-Gallen
  - Vainqueur du Grand Prix du CSI-5* de Calgary
  - 4e de la Coupe des Nations de Dublin & 6e du Grand Prix du CSIO-5*
  - 6e du Grand Prix Coupe du Monde du CSI-5* de Lyon
  - 2e du Grand Prix Coupe du Monde du CSIW-5* de Stuttgart
  - Vainqueur de la Coupe de Genève du CHI-5* de Genève
- 2021 : 
  - Vainqueur du Grand Prix du CSI-5* de St-Tropez
  - 2e du Grand Prix du CSI-5* de Windsor
  - Vainqueur du Grand Prix du CSIO-5* de Calgary avec Venard de Cerisy
- 2022 : 
  - 5e du Grand Prix du CSI-5* de La Baule
  - 3e de la finale de la Coupe des Nations de Barcelone
  - Vainqueur de la Coupe de Genève du CHI-5* de Genève
- 2023 : 
  - Vainqueur de la Coupe des Nations de St-Gall
  - Vainqueur de la Coupe des Nations d'Aix-la-Chapelle
  - Vainqueur de la Coupe des Nations de Dublin
  - Vainqueur de la Finale du Top Ten de Genève

## Origines
Il présente des origines entièrement françaises, puisque c'est un fils de l'étalon Selle français Open Up Semilly,. Sa mère Rosée de Cerisy est une fille de l'étalon Djalisco du Guet, par Jalisco B.